# 棕櫚灘花園
棕榈滩花园（英語：Palm Beach Gardens），是美国佛罗里达州下属的一座城市。建立于1959年。面积约 为143.3平方公里（约合55.3平方英里）。根据2010年美国人口普查，该市有人口48,452人。论人口在本州排行第 54。

## 體育設施
棕櫚灘花園建有12個高爾夫球場，亦是美國職業高爾夫球員協會總部的所在地。